# Кономлади
 Тази статия е за селото в Егейска Македония, Гърция.  За бежанското село в България вижте Ново Кономлади.  
Конòмлади (на гръцки: Μακροχώρι, Макрохори, катаревуса: Μακροχώριον, Макрохорион, до 1926 година Κονομπλάτι, Кономблати) е село в Егейска Македония, Гърция, в дем Костур, област Западна Македония.

## География
Селото отстои на 25 километра северно от демовия център Костур, в областта Кореща (Корестия) и на 10 километра североизточно от Габреш. Разположено е в една котловина между Вич (Вици) и нейните разклонения Винов Танец, Лисец, Рунджел, Полената и Кукул. През селото минават Големата и Малата река, които се сливат в центъра му. Два километра дългото село има три основни махали – Горна, Средна и Долна махала. На пет километра на север е село Статица (Мелас),  на пет-шест километра на североизток е  Турие (Корифи), а на пет на югозапад – Поздивища (Халара).

## История

### Средновековие и легенди за основаването
Между Кономлади и Брезница са останките от крепостта Градища. Според сведения на Николаос Муцопулос, записани в Кономлади, жителите на селото са се заселили на мястото, където е селото днес, след бедствие в това средновековно или антично селище в местността Градищата. Муцопулос предава местната легендата за златната плоча (злата плоча) на този замък, изгубено съкровище, скрито след обсада, което ще бъде разкрито на мястото, осветено от първия слънчев лъч. За името на селото Муцопулос предава легенда за намиране на вода от кон, който ровил с копита, защото жителите го държали жаден в продължение на много дни, тъй като унищожили водопровода на селището. Друга версия на името Кономлади гласи, че то идва от историята за стар кон, оставен на това място да умре, на който обаче здравето му се върнало – тоест от кон и млад, подмладявам. Според Муцопулос в селото подобно на околните села има много приказки за феи и вещици.
Тодор Симовски предава местна легенда, според която селото е основано от трима братя, бягащи от турците в местността Цер. По-късно селото се премества на днешното място.

### В Османската империя
В XV век в Кономлат са отбелязани поименно 139 глави на домакинства.
В края на XIX век Кономлади е чисто българско село. Александър Синве ("Les Grecs de l’Empire Ottoman. Etude Statistique et Ethnographique"), който се основава на гръцки данни, в 1878 година пише, че в Кономлат (Konomlat) живеят 1020 гърци.
В „Етнография на вилаетите Адрианопол, Монастир и Салоника“, издадена в Константинопол в 1878 година и отразяваща статистиката на населението от 1873 г., Кономлати (Konomlati) е посочено като село със 110 домакинства и 300 жители българи.
Според статистиката на Васил Кънчов („Македония. Етнография и статистика“) в 1900 година Кономлади има 1100 жители българи християни. В 1897 година е построена българската църква „Свети Атанас“.
На Етнографската карта на Битолския вилает на Картографския институт в София от 1901 година Кономлади е чисто българско село в Костурската каза на Корчанския санджак със 180 къщи.
В края на XIX век в Кономлади е открито българско училище. В него в учебната 1883 – 1884 година преподава Константин Дамянов.
Ä пакъ и ние въ Кономлади останахме съвсѣмъ голи... Не единъ пѫть само войски ни нападнаха. На 23 авг. войскитѣ... минаха прѣзъ нашето село и го ограбиха. Слѣдъ като си заминаха, една часть отъ тѣхъ се завърна и се изкачи въ планината. Тукъ солдатитѣ откриха всички дупки, въ които селянитѣ бѣха скрили вещитѣ си. Взеха съ себе си и двѣ жени, майка и дъщеря, които ги отпуснаха слѣдъ 24 часа, като имъ отнеха паритѣ и горнитѣ дрехи. На 17 септ. ни нападнаха нови войски и на ново грабежъ и опустошение. Тогава ни откараха и 600 овце. Слѣдъ това въ нашата планина почти всѣки денъ обикаляха войски, които убиха двама наши селяни. Сѫщитѣ тия войски на 17 октомврий заобиколиха селото и уловиха всички мѫже. Мислѣхме, че ще ни избиватъ и бѣхме рѣшени да мремъ. Изтезаваха ни до смърть, за да прѣдадемъ пушкитѣ си, и като не сполучиха, откараха ни 115 още глави овце. Та ако и да не е изгорѣло нашето село, но то е много пострадало. Осъмъ души млади момчета сѫ убити въ разни сражения, а 22-ма други наши съселяни сѫ изпратени на заточение въ Азия.
През 1903 година селото пострадва по време на Илинденското въстание, като при няколкото нападения на турски аскер е ограбено, а жителите Яне Темелков и Стоян Иванов са убити. От Кономлади хора се включват във въстаническите чети, от тях загиват Васил Китев, Мельо Гелев, Доне Карамфилов, Васил Трайков, Стоян Мельов, Ставро Донев, Лазо Гелев и Димитър Котев.
В началото на XX век мнозинството от жителите на Кономлади са под върховенството на Българската екзархия. По данни на секретаря на екзархията Димитър Мишев („La Macédoine et sa Population Chrétienne“) в 1905 година в селото има 1136 българи екзархисти и 400 българи патриаршисти гъркомани и функционират българско и гръцко училище.
Гръцка статистика от 1905 година представя селото като гръцко с 200 жители. Според Георги Константинов Бистрицки Кономлади преди Балканската война има 230 български къщи.
Според други гръцки данни 60 семейства в селото са патриаршистки, а 120 екзархийски като по-късно цялото село става екзархийско.
В първите дни на април 1908 година властта претърсва селото, като обиските са съпроводени с изтезния и насилие.
При избухването на Балканската война в 1912 година 6 души от Кономлади са доброволци в Македоно-одринското опълчение.
В 1915 година костурчанинът учител Георги Райков пише:
| „ | 1 ч. от с. Поздивища, нагоре на северезопад до реката е разположено българското село Кономлати с 200 къщи. Населението говори на матерния си български язик. Имат си свои български църкви, училища, свещеници и учители свои съселяни, а именно: поп Сотир Котев, поп Христо, а учители Георги поп Сотиров и Наке Рочката. От това село са българските революционери - войводите: Христо Цветков, Васил Котев, Никола Котев, Доне Попов и още осем души четници. По-забележителни от първенците на това село са: Георги и Динко Мичови, Траян Попов и Борис Митов. | “ |

На етническата карта на Костурското братство в София от 1940 година, към 1912 година Кономлади е обозначено като българско селище.
Църквата „Свети Никола“ е възрожденска.

### В Гърция
През войната селото е окупирано от гръцки части и остава в Гърция след Междусъюзническата война. През 20-те години селото е прекръстено на Макрохорион. Боривое Милоевич пише в 1921 година („Южна Македония“), че Кономлати има 230 къщи славяни християни. В 1928 година в селото има 18 гърци бежанци от Турция или според други данни 2 семейства с 11 души. Между 1914 и 1919 година 32 души от Кономлади подават официално документи за емиграция в България, а след 1919 – 36. В селото има 13 политически убийства. Емиграцията между двете световни войни е значително по-голяма от официалните данни. В България бежанците от Кономлади се установяват предимно в село Ново Кономлади, Петричко.
Традиционно селото се занимава със скотовъдство и произвежда жито и орехи.
След разгрома на Гърция от Нацистка Германия през април 1941 година в Кономлади е установена българска общинска власт. В общинския съвет влизат Сотир Томов, Доне Гащаров, Митре Николов, Коле Шанов, Лазо Младенов, Зипо Марчов, Тодор Митрушев, Сотир Попов, Тодор Нунчев, Лексо Пандов.
По време на Гръцката гражданска война селото пострадва силно – 69 души са убити, 607 кономладци се изселват в социалистическите страни, а 219 деца от Кономлади са изведени от селото от комунистическите части като деца бежанци.
След войната започва масова емиграция отвъд океана в Австралия, САЩ и Канада.
| Име             | Име               | Ново име        | Ново име         | Описание                                                       |
| --------------- | ----------------- | --------------- | ---------------- | -------------------------------------------------------------- |
| Голема река     | Γκολέμα Ρέκα      | Рема Макрохориу | Ρέμα Μακροχωρίου | река, идваща в Кономлади от С                                  |
| Рото            | Ρότο              | Профитис Илияс  | Προφήτης Ἠλίας   | връх във Вич (1477 m), Ю от Кономлади и С от Жервени           |
| Оровска глава   | Ορόφτσκα Γκλάβα   | Промахос        | Πρόμαχος         | връх във Вич (1558 m), Ю от Кономлади и З от Бабчор            |
| Синдьови орници | Σινττιόβι Ὀρνίτσι | Пиргос          | Πύργος           | местност във Вич, СИ от Кономлади, по десния бряг на Мала река |
| Мала река       | Μάλα Ρέκα         | Крионери        | Κρυονέρι         | река, идваща в Кономлади от изток                              |
| Илево трапче    | Ιλεβο Τράπτσε     | Дасотон         | Δασωτόν          | местност във Вич, СИ от Кономлади, по десния бряг на Мала река |
| Полената        | Πολένατα          | Пединон         | Πεδινόν          | връх във Вич (1357 m), С от Кономлади, над Голема река         |
| Баро            | Μπάρο             | Корифи Яниу     | Κορυφὴ Γιαννιοῦ  | връх във Вич (1351 m), ЮЗ от Кономлади и СЗ от Поздивища       |
| Карцо           | Κάρτσο            | Просилио        | Προσήλιο         |                                                                |
| Куцико          | Κούτσικο          | Лимерия         | Λημέρια          |                                                                |
| Дзако           | Τζάκο             | Корифи Карамани | Κορυφή Καραμάνη  | връх във Вич (1263 m), СЗ от Кономлади                         |
| Цер             | Τσιὲρ             | Дриадес         | Δρυάδες          | местност във Вич, З от Кономлади                               |

| Година    | 1913 | 1920 | 1928 | 1940 | 1951 | 1961 | 1971 | 1981 | 1991 | 2001 | 2011 | 2021 |
| --------- | ---- | ---- | ---- | ---- | ---- | ---- | ---- | ---- | ---- | ---- | ---- | ---- |
| Население | 1202 | 1031 | 802  | 946  | 438  | 444  | 341  | 300  | 25   | 214  | 117  | 93   |

## Личности
В Кономлади са родени редица видни български дейци, сред които най-известни са българските революционери Васил Котев (1860 – 1903), Христо Цветков (1877 – 1934), Митре Влаха (1873 – 1907), Димитър Урдов (1876 – след 1943), както и българската комунистка Александра Наумова (1901 – ?) и други.